# خیال‌پردازی علمی

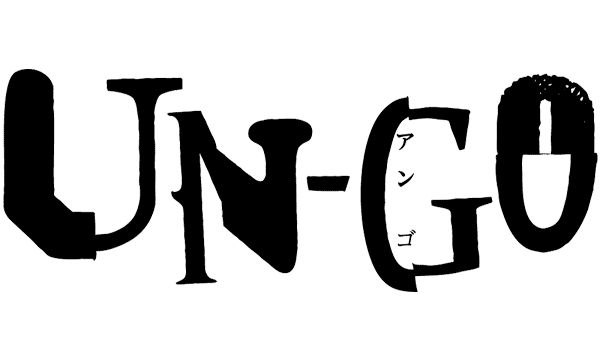
لوگوی Un-Go (به ژاپنی:アンゴ)

خیال‌پردازی علمی یا فانتزی علمی (به انگلیسی: Science fantasy) یک ژانر ترکیبی در داستان تخیلی است که به طور همزمان از تروپ‌ها و عناصری از هر دو علمی تخیلی و ترکیب می‌کند. فانتزی. در یک داستان مرسوم علمی تخیلی، جهان از نظر علمی منطقی معرفی می شود. در حالی که یک داستان فانتزی معمولی عمدتاً حاوی عناصر ماورای طبیعی و هنری است که قانون علمیهای دنیای واقعی را نادیده می‌گیرد. با این حال، دنیای فانتزی علمی به گونه ای طراحی شده است که از نظر علمی منطقی باشد و اغلب با علم سخت توضیحاتی مانند هر عنصر ماوراء طبیعی ارائه شده است.
برخی خیال‌پردازی علمی را فرزند ناخَلَف دو گونهٔ والد خود خوانده‌اند، چون علمی-تخیلی و خیال‌پردازی در بسیاری از مرزها، با هم اشتراک دارند.

## مثال‌ها
- آرتمیس فاول
- جنگ‌های ستاره‌ای
- آرکین